# Запорожець за Дунаєм (фільм, 1986)
«Запорожець за Дунаєм» — радянський телефільм 1986 року, знятий режисером Юрієм Суярком на студії «Київтелефільм». Екранізація однойменної опери українського композитора Семена Гулака-Артемовського.

## Сюжет
Тяжко живеться українському козацтву на чужині під турецьким ярмом. Сумує молода дівчина Оксана — сирота, яка знайшла притулок у родині запорожця Івана Карася. Як би вона хотіла разом зі своїм коханим, козаком Андрієм, повернутись на рідну землю. Розгнівана Дарина лає чоловіка. Дізнавшись, де ночував Іван, ревнива Дарина ще більше лютує. Збирається народ. Згадуючи милу серцю Україну, дівчата та хлопці співають пісні, танцюють. Турецький Султан, розуміючи, що запорожці незадоволені своїм життям на чужині, хоче ближче дізнатися про їхні думки та настрої. Він приходить у село та зустрічає Івана Карася. Запорожець чимало здивований появою незнайомого турка. Розпочинається розмова. Карась хоче побачити Султана та розповісти йому про прагнення запорожців повернутися до рідного краю. Гість обіцяє влаштувати зустріч Карася із Султаном. Іван задоволений і пропонує незнайомцю випити з ним чарку горілки. Поки Карась ходить до хати за чаркою, Султан наказує царедворцю Селіх-Азі привести запорожця до палацу. Карась здивований: замість свого гостя він побачив зовсім іншого, пишно одягненого турка. Селіх-Ага подає Карасю турецьку одежу і пропонує йому змінити ім'я Івана на Урхана. Карась вирушає до Султана до палацу. Берег Дунаю. Оксана та Андрій, зустрівшись після довгої розлуки, вирішують тікати на батьківщину. Повертається із палацу Карась. Він у турецькому одязі. Дарина знову стурбована: чоловік називає себе Урханом і збирається завести гарем. Жарти Карася зненацька згасають, з'являється імам Ібрагім-Алі. За ним іде турецька варта з спійманими втікачами — Оксаною та Андрієм. Імам читає указ Султана — всіх українців Султан відпускає додому, на батьківщину. Карась розповідає народу про зустріч із Султаном. Це завдяки його попередженню про можливе повстання запорожців, наляканий Султан відпустив українців на батьківщину. Усі радіють швидкому поверненню до України.

## У ролях
- Федір Стригун — Іван Карась (співає Владлен Грицюк)
- Любов Куб'юк — Одарка, дружина Карася (співає Марія Стеф'юк)
- Яніна Івченко — Оксана, дівчина-сирота (співає Лідія Забіляста)
- Олег Драч — Андрій, наречений Оксани (співає Анатолій Солов'яненко)
- Володимир Левицький — султан (співає Олександр Загребельний)
- Володимир Абазопуло — Селіх-ага, царедворець султана
- Геннадій Болотов — Сакка-баші
- Вілорій Пащенко — Прокоп Терен, козак на службі у султана
- Марсель Камано — Гасан, муринятко, слуга
- Федір Брайченко — козачий старшина
- Олександр Пархоменко — царедворець
- А. Лапа — епізод
- І. Гусєв — епізод
- А. Петров — епізод
- Н. Кононова — стара селянка
- К. Кривошей — епізод
- Осип Найдук — козак
- Олександр Чулюк-Заграй — епізод
- Василь Довжик — козак

## Знімальна група
- Режисер — Юрій Суярко
- Сценарист — Богдан Жолдак
- Оператор — Юрій Бордаков
- Художник — Едуард Колесов